# باسيل هايدن
باسيل هايدن (بالإنجليزية: Basil Hayden)‏ هو مدرب كرة سلة أمريكي، ولد في 19 مايو 1899 في ستانفورد في الولايات المتحدة، وتوفي في 9 يناير 2003.